# Oscar Sauer

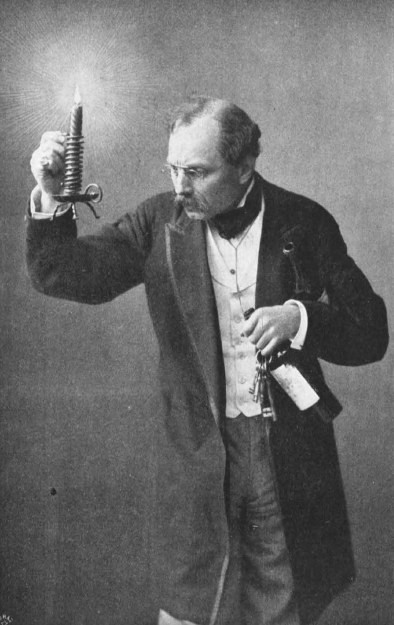
Oscar Sauer 1898 in Fuhrmann Henschel am Deutschen Theater Berlin

Waldemar Konrad Oscar Sauer, auch Oskar Sauer, (* 5. Dezember 1856 in Berlin; † 3. April 1918 in Berlin-Friedenau) war ein deutscher Theaterschauspieler.

## Leben
Sauer begann seine schauspielerische Laufbahn 1874 in Osnabrück. Nach mehreren Engagements in der Provinz holte ihn Theaterdirektor Oscar Blumenthal 1890 an das Berliner Lessingtheater. 1897 ging er zu Otto Brahm an das Deutsche Theater. Als Brahm 1905 durch Max Reinhardt abgelöst wurde, folgte ihm Sauer an das Lessingtheater.
In Brahms Ensemble galt Sauer als einer der führenden Schauspieler in Stücken des Realismus. Zu seinen Rollen gehörten Gregers Werle in Die Wildente, Brack in Hedda Gabler, Siebenhaar in Gerhart Hauptmanns Fuhrmann Henschel, Wehrhahn in Der Biberpelz, Pastor Manders in Gespenster und die Titelrolle in der Uraufführung von Gerhart Hauptmanns Drama Michael Kramer im Jahr 1900.
Sauers Schauspielkunst wurde von so unterschiedlichen Kritikern wie Alfred Kerr und Herbert Ihering außerordentlich geschätzt. Er ist auf dem Südwestkirchhof Stahnsdorf im Block Nathanael, Gartenblock 1, Gartenstelle 20 bestattet.